# Alfabet de Landa
L'Alfabet de Landa és la correspondència entre el alfabet llatí i els jeroglífics escrits en la escriptura maia precolombina que, al segle xvi el bisbe de Yucatán, Fra Diego de Landa, va registrar com a part de la seva documentació sobre la civilització Maia al llarg de l'exercici del seu càrrec a la zona. Amb l'ajuda de dos interlocutors maies que estaven familiaritzats amb l'escriptura, de Landa va fer un intent d'obtenir una transcripció alfabètica (lletra a lletra) per a l'escriptura maia amb la intenció de proveir una clau per al seu desxiframent i traducció. Malgrat les seves inexactituds, la informació proveïda per de Landa provaria més tard ser crucial per al desencadenament a mitjan segle XX del desxiframent de l'escriptura maia, començant pels treballs de l'epitògraf i expert rus en l'escriptura maia, Iuri Knorozov. Es va comprovar, en efecte, que era la "Pedra Rosetta" que permetria arribar a recuperar la llargament perduda habilitat de llegir moltes de les inscripcions maies.

## Relació de les coses de Yucatán

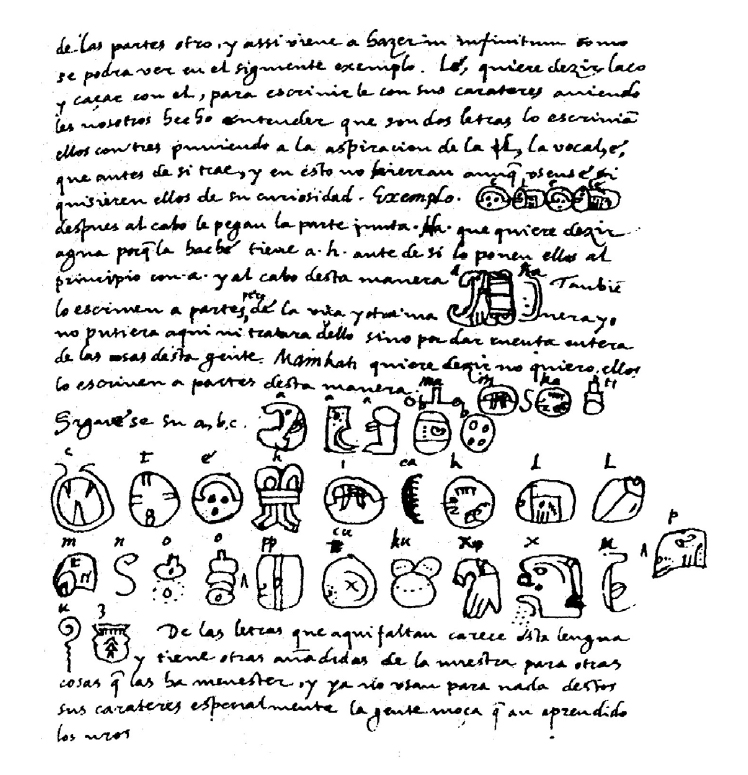
Reproducció de la pàgina del manuscrit de Diego de Landa Relació de les coses de Yucatán, que dona una pretesa correspondència entre les lletres del alfabet llatí i els jeroglífics maies i que ha arribat a ser conegut com a alfabet de Landa

L'alfabet, acompanyat d'alguns capítols d'anotacions explicatives i exemples del seu ús en escriptura maia, va ser escrit com una petita part del manuscrit  Relació de les coses de Yucatán  de Landa, en què també documenta i explica molts aspectes de la cultura i pràctica dels indígenes que havia observat o que havia escoltat durant el temps que va conviure amb ells en la Península del Yucatán. El seu treball va ser escrit en realitat una cop va ser de tornada a Espanya per afrontar un judici per part de la Inquisició, acusat de conducta impròpia mentre va estar al Yucatán, i el va escriure com una defensa de la seva missió en aquelles terres. El treball va estar llest aviat, però també va ser oblidat i va estar perdut per a la ciència durant alguns segles fins que l'antiquari francès Brasseur de Bourbourg va trobar una còpia abreujada d'aquest treball.

## Desxiframent de Knorozov
A causa de la manca d'entesa mútua entre De Landa, que no va ser capaç d'apreciar que no era  alfabètic sinó  logosilàbic, i dels seus informants maies, que van escriure els jeroglífics com millor van considerar que es s'assemblaven als corresponents "sons" de les lletres de l'alfabet llatí, la interpretació de Landa es considera avui com inadequada. Quan es va redescobrir el manuscrit Relació de les coses de Yucatán al segle xix es van fer alguns intents infructuosos d'usar els passatges de l'alfabet de Landa per poder desxifrar la fins llavors completament desconeguda escriptura maia, intents que van fallar per haver partit d'una base similar als errors de Landa sobre la naturalesa real de l'escriptura maia. No seria fins a principis de la dècada de 1950 en què s'aconseguirien finalment avenços a partir del moment en què Iuri Knorozov va publicar el seu famós estudi analitzant l'alfabet de Landa al costat d'altres inscripcions gràcies l'aplicació d'una nova perspectiva d'anàlisi.